# NEXUS Nederland
NEXUS Nederland is een Nederlands bedrijf dat softwareoplossingen levert voor de zorgsector, met name  elektronische patiëntendossiers (EPD) en ziekenhuisinformatiesystemen ziekenhuisinformatiesysteem (ZIS) voor ziekenhuizen, geestelijke gezondheidszorg (GGZ) en revalidatie-instellingen. Het bedrijf is een dochteronderneming van het Duitse NEXUS AG, een beursgenoteerde Europese leverancier van zorg-ICT. NEXUS AG is actief in 23 landen en levert software aan ziekenhuizen, GGZ-instellingen, revalidatiecentra en diagnostische afdelingen.

## Geschiedenis
De oorsprong van NEXUS Nederland ligt bij Nederlandse zorgsoftwarebedrijven zoals ICL Siac en Comdes Groep. In de jaren negentig werden deze bedrijven overgenomen door het Amerikaanse McKesson, dat circa vijftien jaar actief was in Nederland met producten als het Horizon-EPD.
In 2013 trok McKesson zich terug uit Europa. De Nederlandse tak werd in 2014 overgenomen door investeringsmaatschappij Symphony Technology Group (STG) en hernoemd tot Qucare Solutions. Qucare introduceerde eind 2013 het xCare-EPD als opvolger van Horizon.
In februari 2015 werd Qucare overgenomen door NEXUS AG voor een bedrag van 15 à 20 miljoen euro. Op dat moment telde Qucare ongeveer 110 medewerkers en behaalde het een jaaromzet van circa 15 miljoen euro.
In 2020 nam NEXUS AG een meerderheidsbelang in het Nederlandse softwarebedrijf RVC Medical IT, gespecialiseerd in enterprise imaging. RVC bediende op dat moment 41 ziekenhuizen en had meer dan 70 medewerkers.
Sinds februari 2024 opereren RVC Medical IT en NEXUS Nederland gezamenlijk onder de naam NEXUS Nederland.

## Producten en diensten
NEXUS Nederland levert modulaire EPD- en ZIS-oplossingen voor diverse zorgdomeinen. Voor de GGZ biedt het bedrijf het platform Caseline (voorheen bekend als xmCare), waarmee zorgverleners modules kunnen kiezen die passen bij hun rol en werkproces.
Voor ziekenhuizen levert NEXUS een volledig EPD/ZIS op basis van de eerdere xCare-suite. Klanten zijn onder andere Ziekenhuis Gelderse Vallei en het Groene Hart Ziekenhuis. 
Na de integratie van RVC Medical IT biedt NEXUS Nederland ook het platform NEXUS Enterprise Diagnostics aan, gericht op enterprise imaging. Deze oplossing is inzetbaar voor diagnostische beeldvorming zoals radiologie, cardiologie en endoscopie, en is koppelbaar met andere EPD-systemen zoals ChipSoft en Epic.

## Organisatie
NEXUS Nederland heeft vestigingen in Vianen en Amersfoort. In 2015 telde het bedrijf circa 110 medewerkers; met de integratie van RVC is dit aantal gegroeid naar circa 180. Het bedrijf is onderdeel van NEXUS AG, dat gevestigd is in Villingen-Schwenningen (Duitsland) en actief is in 23 landen.
In januari 2025 werd bekend dat investeerder TA Associates ~95% van de aandelen van NEXUS AG heeft verworven met het doel om het bedrijf van de beurs te halen.
NEXUS Nederland werkt met open standaarden (zoals HL7 FHIR) zodat modules ook binnen bestaande ICT-infrastructuren in ziekenhuizen kunnen worden ingezet.